# Il était une fois… les Explorateurs
Pour les articles homonymes, voir Il était une fois.
Il était une fois… les Découvreurs Il était une fois… notre Terre
Il était une fois... les Explorateurs est une série télévisée d'animation française en 26 épisodes de 26 minutes, créée par Albert Barillé pour les studios Procidis et diffusée à partir du 10 décembre 1996 sur Canal+ dans Le Dessin animé, puis à partir du 7 octobre 1997 sur France 3.

## Synopsis
Cette série, destinée aux enfants, raconte l'histoire des grandes découvertes géographiques.

## Fiche technique

### Voix françaises
- Roger Carel : Maestro
- Olivier Destrez : Pierrot
- Hélène Levesque : Pierrette
- Patrick Préjean : le Nabot
- Daniel Beretta : le Gros, le Teigneux

### Participations
Bien que la société de production Procidis soit française, de nombreux pays ont participé à la réalisation de cette série. Dans l'ordre des crédits : 
- France 3  France
- Canal+  France
- Televisión española (TVE)  Espagne
- Südwestfunk (SWF)  Allemagne
- Westdeutscher Rundfunk (WDR)  Allemagne
- Sender Freies Berlin (SFB)  Allemagne
- Mediaset  Italie
- Société suisse de radiodiffusion et télévision (RTSR TSI)  Suisse
- Radiodiffusion-télévision belge (RTBF)  Belgique

## Épisodes
1. Les premiers navigateurs
2. Alexandre le Grand
3. Erik le Rouge et la Découverte de l’Amérique
4. Gengis Khan
5. Ibn Battûta sur les traces de Marco Polo
6. Les Grandes Jonques
7. Vasco de Gama
8. Les Taxis et la Première Poste
9. Les Frères Pinzón ou la face cachée de Christophe Colomb
10. Amerigo Vespucci et le nouveau monde
11. Magellan le premier tour du monde
12. Cabeza de Vaca
13. Béring
14. Bougainville et le Pacifique
15. Bruce et les Sources du Nil
16. La Condamine
17. James Cook
18. Humboldt
19. Lewis et Clark
20. Stuart et Burke et l’Australie
21. Stanley et Livingstone
22. Amundsen et le Pôle Sud
23. Alexandra David-Néel et le Tibet
24. Piccard : Des sommets aux abysses
25. Vers les cimes
26. Vers les étoiles

## Commentaires
Comme dans les opus précédents, le design des personnages est réalisé par Jean Barbaud.
Bien que la société de production (Procidis) d'Albert Barillé soit française, de nombreux pays ont participé à la réalisation de cette série (Belgique, Canada, Espagne, Italie, Japon, Norvège, Pays-Bas, Suède et Suisse).
Le dernier épisode de cet opus est une rétrospective de toutes les séries Il était une fois.

## Produits dérivés

### DVD
- Il était une fois... les Explorateurs - L'intégrale (15 octobre 2007) ASIN B000V9M0LM